# Iwan Iwanow (Badminton)
Iwan Dobrew Iwanow (bulgarisch Иван Добрев Иванов; * 19. Februar 1966, englische Transkription Ivan Dobrev Ivanov) ist ein bulgarischer Badmintonspieler.

## Karriere
Ivan Ivanov nahm 1992 im Herrendoppel und -einzel an Olympia teil. Er verlor bei beiden Starts gleich in Runde eins und wurde somit 33. im Einzel und 17. im Doppel. Bereits 1990 hatte er bei den Cyprus International sowohl Mixed als auch Herrendoppel gewonnen. Bei der Senioren-Weltmeisterschaft 2003 erkämpfte er sich Bronze im Mixed.

## Sportliche Erfolge
| Saison | Veranstaltung                  | Disziplin    | Platz | Name                              |
| ------ | ------------------------------ | ------------ | ----- | --------------------------------- |
| 1990   | Cyprus International           | Mixed        | 1     | Iwan Iwanow / Diana Filipova      |
| 1990   | Cyprus International           | Herrendoppel | 1     | Iwan Iwanow / Pentcho Stoyanov    |
| 1992   | Olympia                        | Herreneinzel | 33    | Iwan Iwanow                       |
| 1992   | Olympia                        | Herrendoppel | 17    | Iwan Iwanow / Yasen Borisov       |
| 2003   | Senioren-Weltmeisterschaft 35+ | Mixed        | 3     | Iwan Iwanow / Vlada Chernyavskaya |